# Levermossor
Levermossor (Marchantiophyta) är små och blir lätt förbisedda. Den könliga generationen (gametofyten) är antingen bålformig eller uppdelad i stam och blad. I det senare fallet liknar de bladmossor, men bladen saknar nerv. Levermossor har inga rötter i egentlig mening, men undersidan är försedd med rhizoider. Cellerna innehåller oljedroppar. Levermossor har varken blommor eller frön. Den sporbärande generationen (sporofyten) är en skaftad kapsel som växer på moderplantan. Kapseln spricker upp när sporerna mognat och sprids med hygroskopiska trådar som kallas elatärer.
Det finns ungefär 5000 arter av levermossor varav cirka 270 finns i Sverige. De är vanligast funna på fuktiga och skuggiga platser, där de kan täcka stora markytor. De kan också förekomma på stenar och träd.
Det gamla namnet på levermossor var Hepaticae.

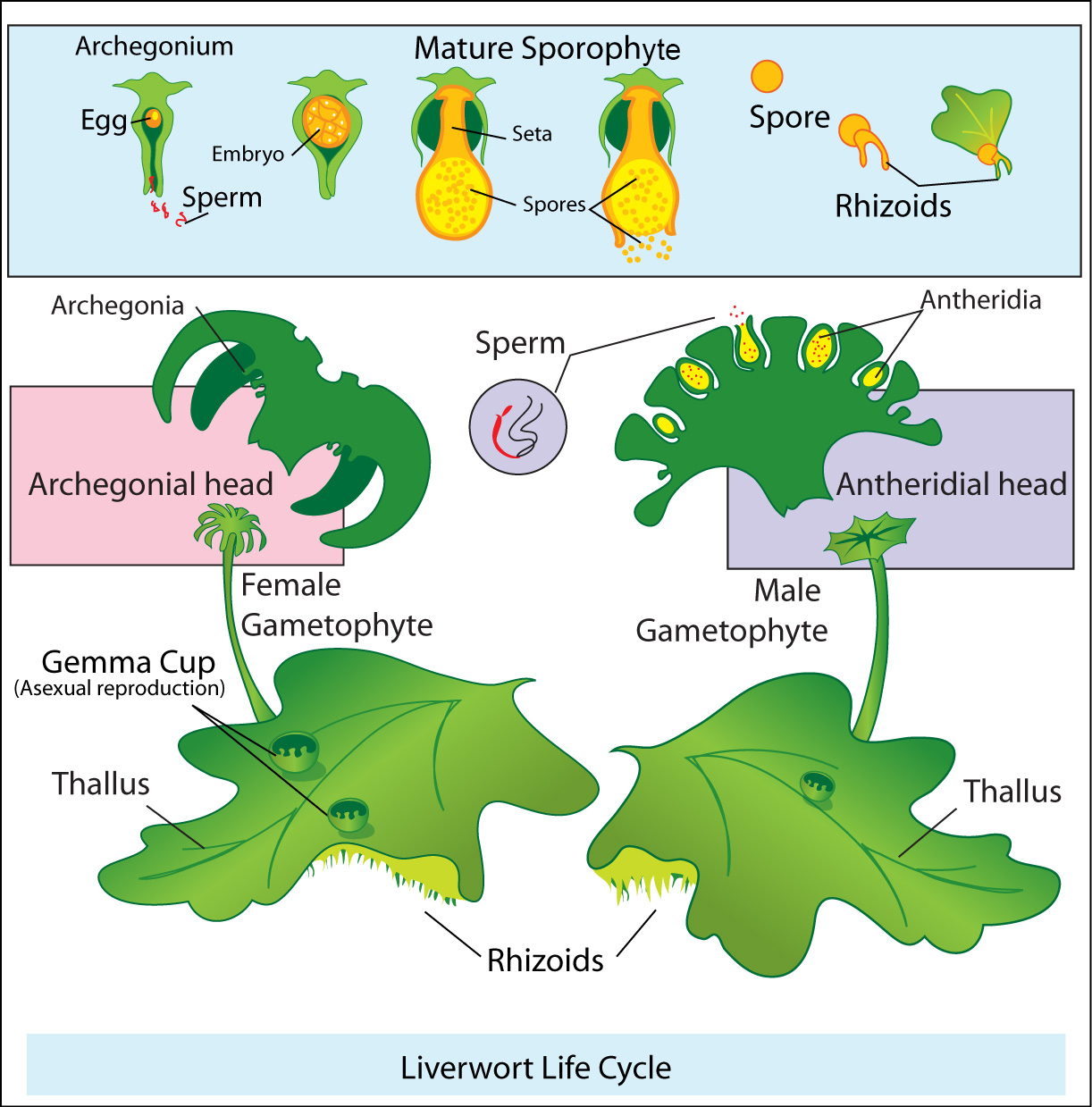

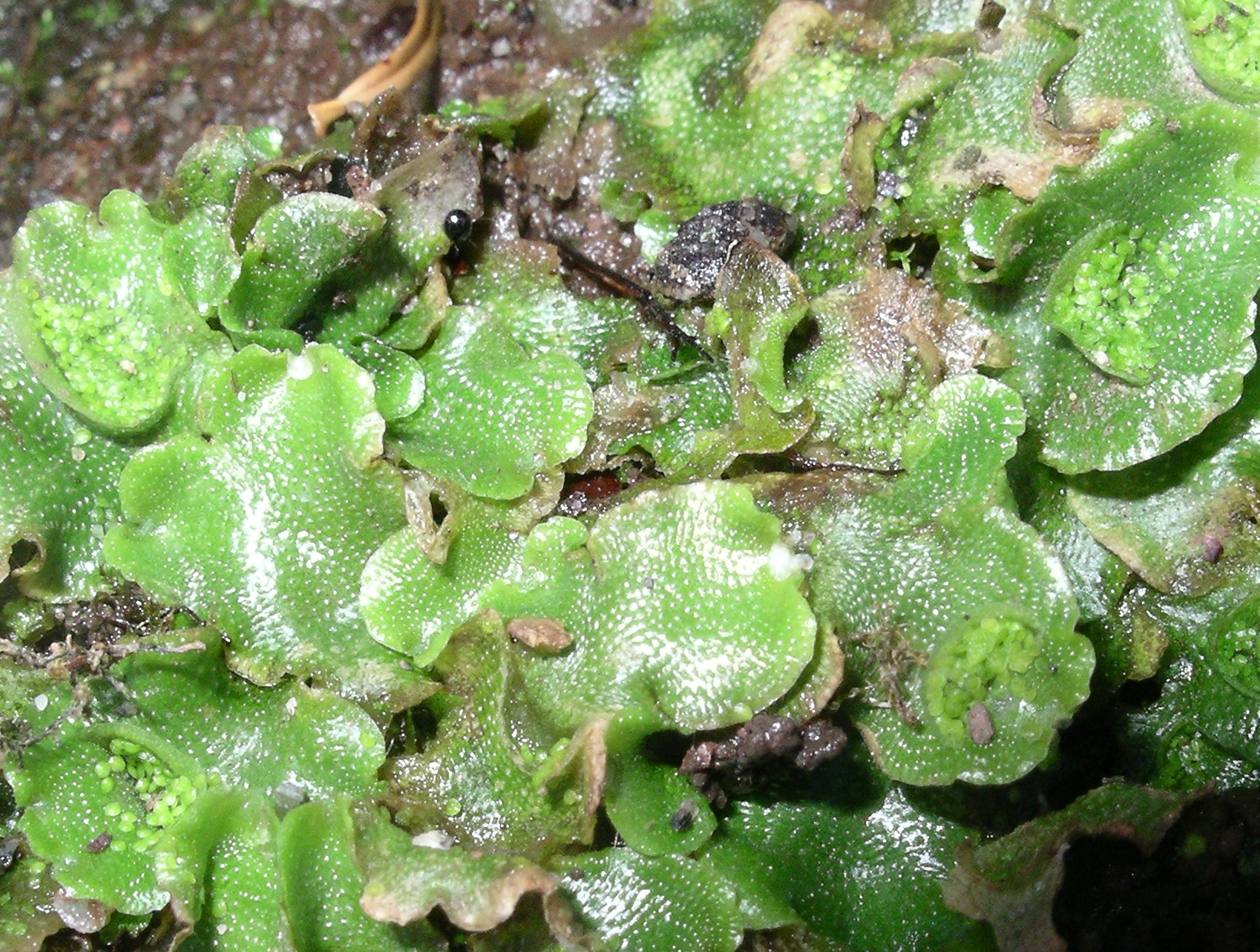
Bålformig levermossa (Lunularia).

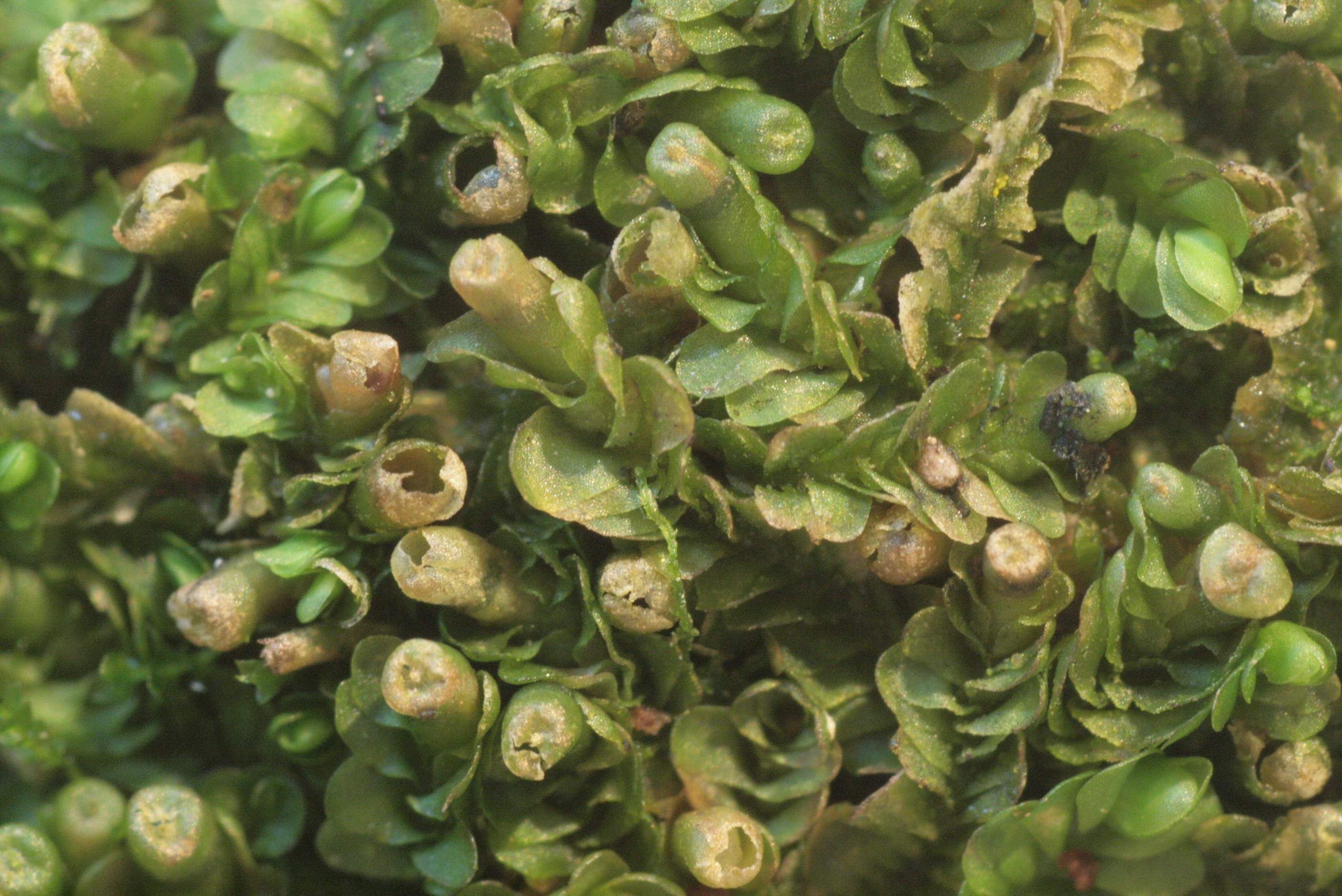
Levermossa med stam och blad (Jungermannia).

## Fotnoter
1. 1 2  Botanik. Systematik Evolution Mångfald. Marie Widén, Björn Widén (red) ISBN 978-91-44-04304-3